# Tracking error
Si indica con tracking error lo scostamento di performance di un'attività finanziaria (normalmente un fondo comune di investimento) rispetto al suo indice di riferimento, o benchmark. 
Quanto maggiore è il tracking error, tanto più è attiva la gestione dell'investimento, in quanto questo non segue passivamente l'andamento dell'indice.